# اثر الکترونوری
تاثیرات الکتریکی-نوری تغییراتی است که نسبت نور یک جسم، نسبت به یک میدان الکتریکی که به میزان کم در حال تغییر است، با نوسانات نور سنجیده می‌شود.